# Bacchisa argenteifrons
Bacchisa argenteifrons es una especie de escarabajo longicornio del género Bacchisa, tribu Astathini, subfamilia Lamiinae. Fue descrita científicamente por Gahan en 1907.

## Descripción
Mide 7-10 milímetros de longitud.

## Distribución
Se distribuye por Indonesia y Malasia.